# Aaron Miles
Aaron Wade Miles (Pittsburg, 15 de dezembro de 1976) é um jogador profissional de beisebol estadunidense.

## Carreira
Aaron Miles foi campeão da World Series 2006 jogando pelo St. Louis Cardinals. Na série de partidas decisiva, sua equipe venceu o Detroit Tigers por 4 jogos a 1.